# Mian
Mian es una parroquia del concejo asturiano de Amieva, en España.
Limita por el norte con el concejo de Parres, por el este con el de Cangas de Onís, por el sur con las parroquias de Argolibio, San Román y Sebarga y por el oeste con esta última de nuevo. 
En sus 19,45km² habitan un total de 300 personas (2011). 
En su territorio el río Ponga y el río Dobra descargan sus aguas en el río Sella.

## Entidades de población
Localidades que forman parte de la parroquia:
- Carbes
- Corigos
- La Fresneda
- Pervís
- Precendi
- Sames
- Santillán (Santiyán)
- Vega de Pervís (La Vega Pervís)
- Vis
- Miyares
- Parcia
- El Pontigo (El Pontigu)
- Buxil
- Les Estazaes
- Los Grazos
- Jumoriu (H.umoriu)
- La Llandera
- La Llomba
- Matabueyes (Matagüés)
- Puente Dobra (El Puente Dobra)

### Entidades menores
- La Barquera
- La Barraca
- La Casa Riba
- La Inariega
- La Llamazuda
- La Llosa
- La Mansa
- Les Mates
- El Sucu

## Monumentos
La iglesia de Santa María de Mián es el edificio religioso más antiguo del concejo que, aunque reformado, conserva algunos elementos de su fábrica románica. 